# Cattedrale di San Salvatore (Bruges)
La cattedrale di San Salvatore (in neerlandese Sint-Salvatorskathedraal) è la chiesa principale della città di Bruges in Belgio. Divenne la cattedrale della diocesi di Bruges, dedicata a Cristo Salvatore e a san Donaziano di Reims, solo nel XIX secolo, in seguito all'abbattimento dell'antica cattedrale cittadina che sorgeva di fronte al municipio. 
Nel 1921 è stata elevata a basilica minore.

## Storia e descrizione

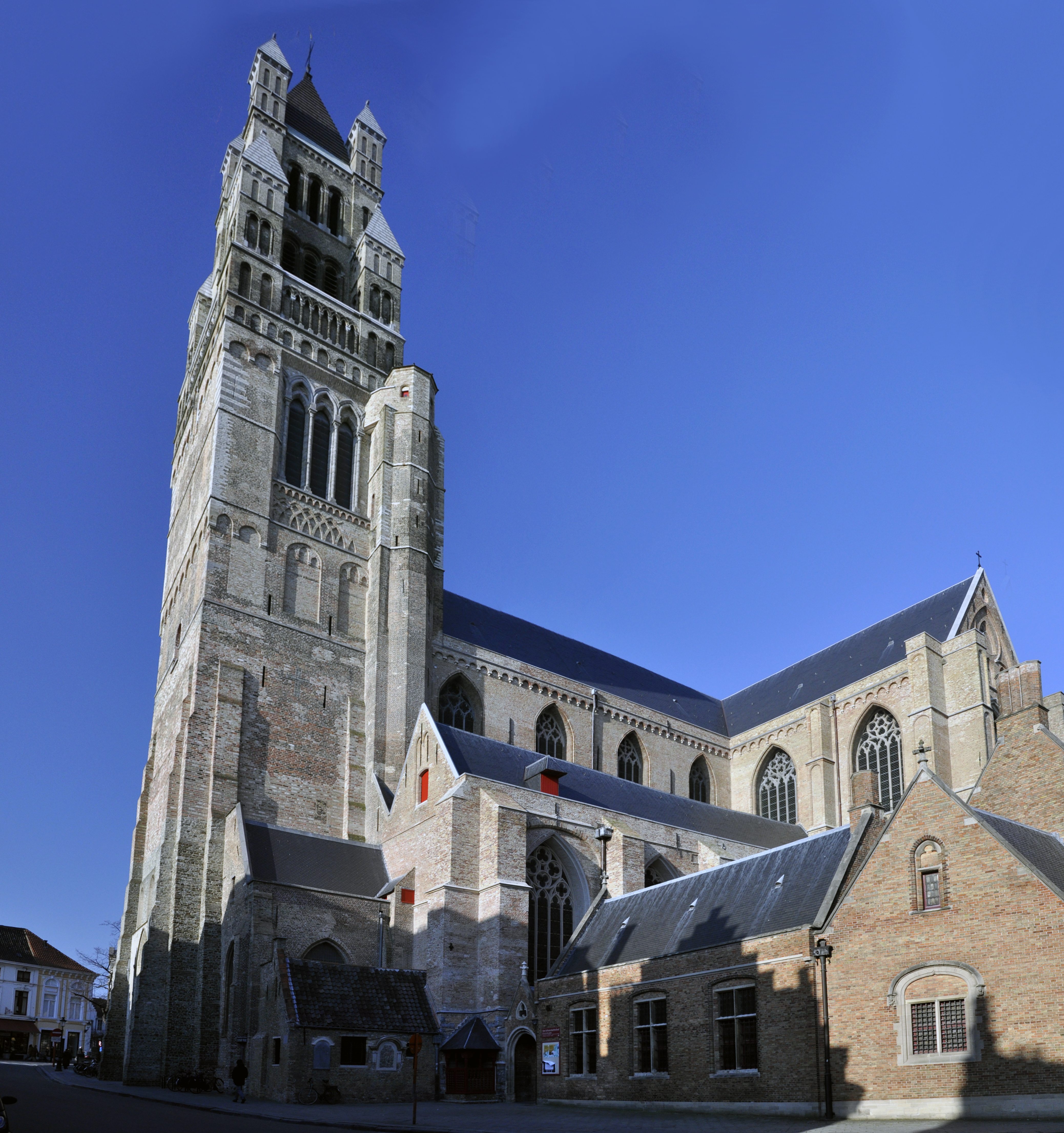
Veduta dell'esterno con la poderosa torre romanico-gotica di 99 metri

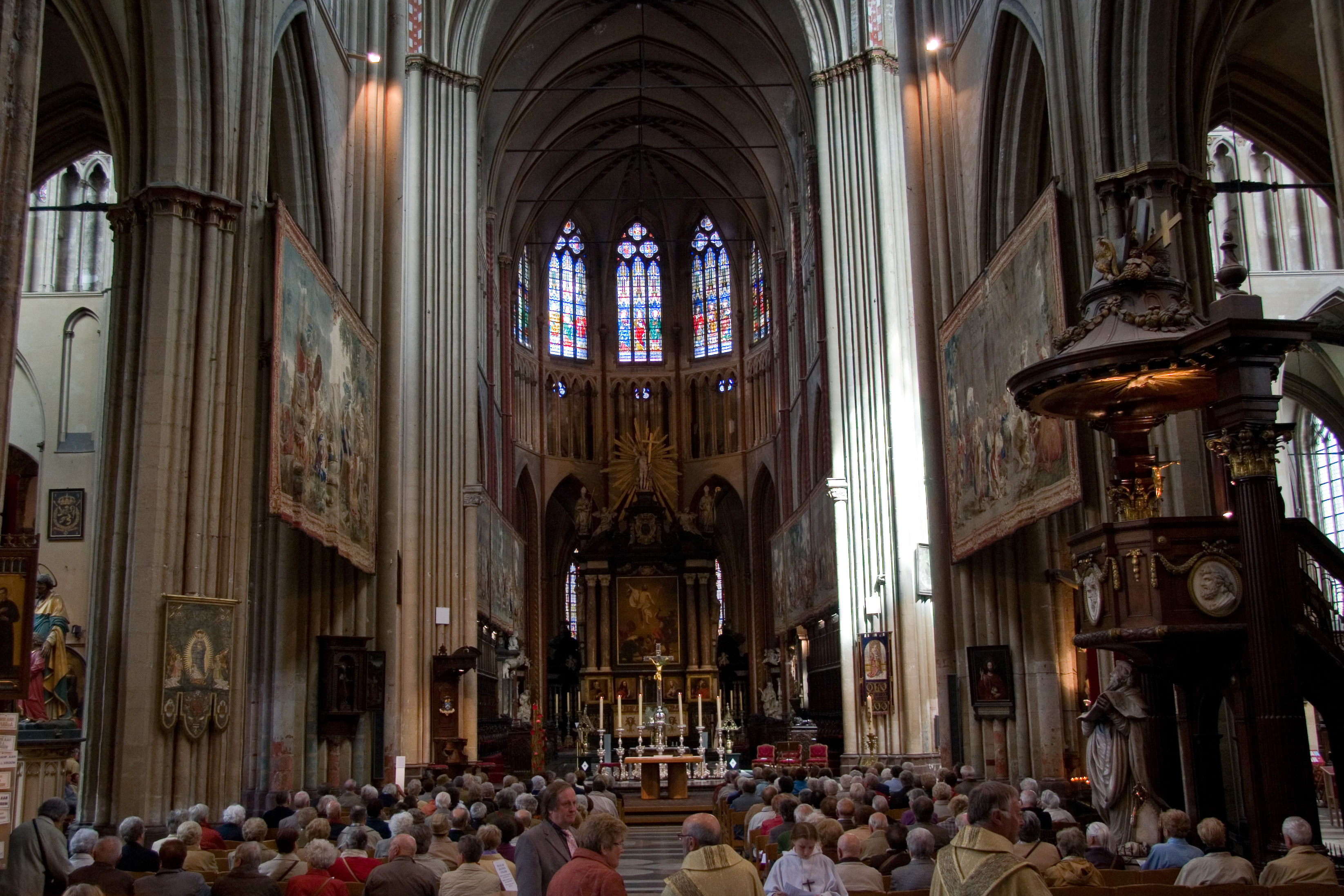
L'interno

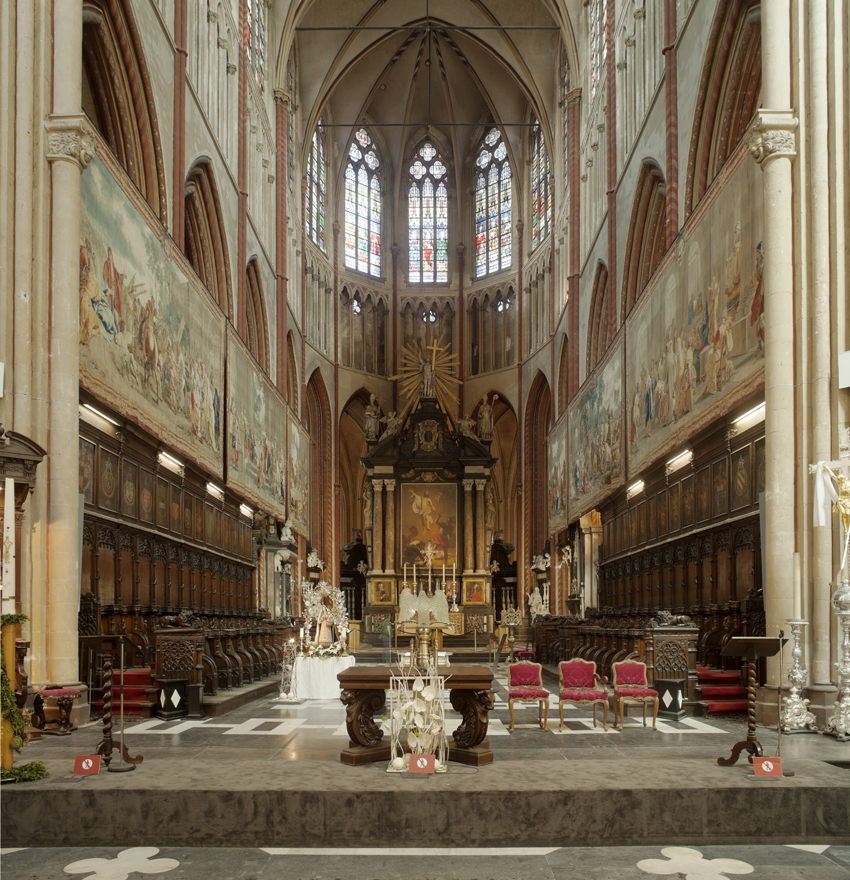
Il coro

Il primo edificio in questo luogo era l'antica Sint-Elooiskapel, cappella di Sant'Eligio di Noyon, costruita intorno al 646. Intorno al IX secolo venne sostituita con una chiesa, divenuta poi parrocchia nel 1089. Nel 1116 un incendio distrusse questo edificio e nel 1127 venne iniziata la costruzione di una nuova chiesa più grande in stile romanico. Un nuovo incendio distrusse anche quest'ultima nel 1166; si salvò solo la torre.
Nel 1250 si intraprese la costruzione della chiesa attuale, durata circa un secolo. Venne eretta a partire dal coro in uno stile gotico che risentiva fortemente delle influenze provenienti dalla cattedrale di Tournai e quindi dal gotico francese. Era la prima chiesa gotica in laterizio costruita in Belgio.
Un nuovo incendio, scoppiato nel 1358, impose urgenti lavori di restauro. Nel 1478 vi si riunirono i cavalieri del Toson d'Oro, in seguito alla morte di Carlo il Temerario, per eleggere il nuovo successore. Fra il 1480 e il 1550 iniziarono nuovi lavori di ampliamento e l'architetto Jan van den Poele eresse il nuovo coro secondo i canoni del gotico brabantino, al quale aggiunse il deambulatorio e le cinque cappelle radiali.
Con la dominazione francese del 1799 e il conseguente concordato del 1801, la diocesi di Bruges venne accorpata a quella di Gent e la vecchia cattedrale di San Donato, situata davanti al municipio, venne demolita. Solo nel 1834 venne ristabilita la diocesi a Bruges e la chiesa del San Salvatore venne eletta a nuova cattedrale della città. 
L'architetto cittadino Karel Verschelde propose un grande progetto di ampliamento, che prevedeva anche l'abbattimento della torre romanico-gotica della facciata, la parte più antica dell'edificio appartenente alla chiesa romanica del 1127-1166, per allungare il piedicroce. Il progetto non venne accolto, ma venne aggiunta la navata destra e nel 1837 il nuovo capitolo.
Nel 1839 un nuovo incendio colpì la chiesa. La torre venne restaurata e ricevette il coronamento rastremato neoromanico ad opera dell'architetto inglese Robert Chantrell, che fra il 1843 e il 1846 la alzò dagli 80 metri d'altezza ai 99 metri odierni. Altri lavori, soprattutto diretti alla decorazione interna, vennero eseguiti nel 1874-75 in stile neogotico dall'architetto Jean Bethune. Inoltre vi si portò il mobilio e le opere provenienti dall'antica cattedrale demolita.

## Opere d'arte
- Serie di 6 arazzi di Bruxelles del 1731
- Trittico di sant'Ippolito, Dirk Bouts, 1464.
- Stalli del coro gotici intagliati nel 1430 con gli stemmi dei cavalieri del Toson d'oro.
- Cassa in argento di Sant'Eligio di Noyon, del XVII secolo.
- Altar maggiore in marmo del 1636 con la pala della Resurrezione.
- Cartoni degli arazzi dipinti da Jan van Orley.
- Tramezzo del 1679 sormontato dalla statua di Dio Padre eseguita da Arnold Quellin nel 1682.

## Galleria d'immagini

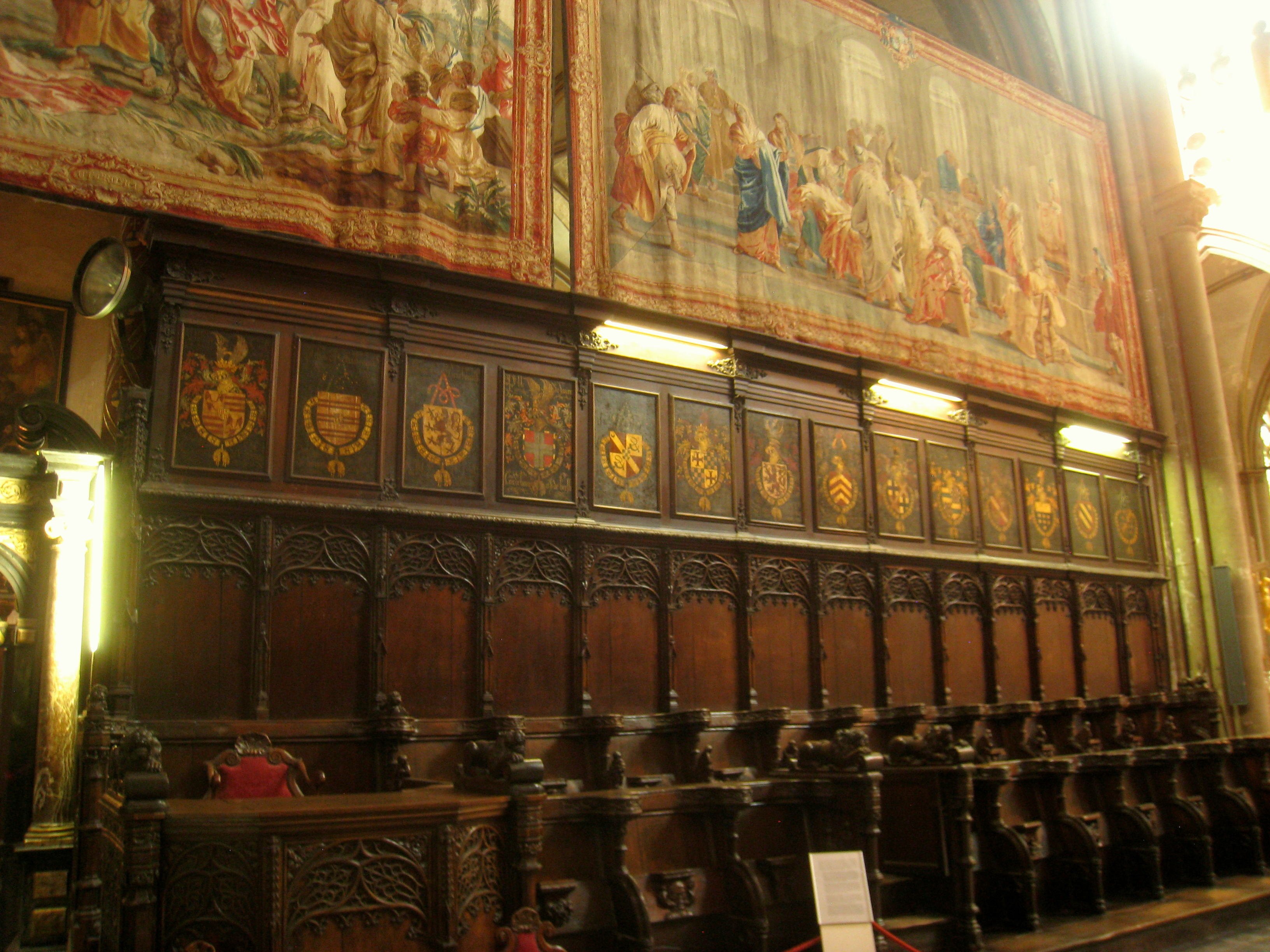
Gli stalli gotici del 1430 con gli Arazzi di Bruxelles del 1731.
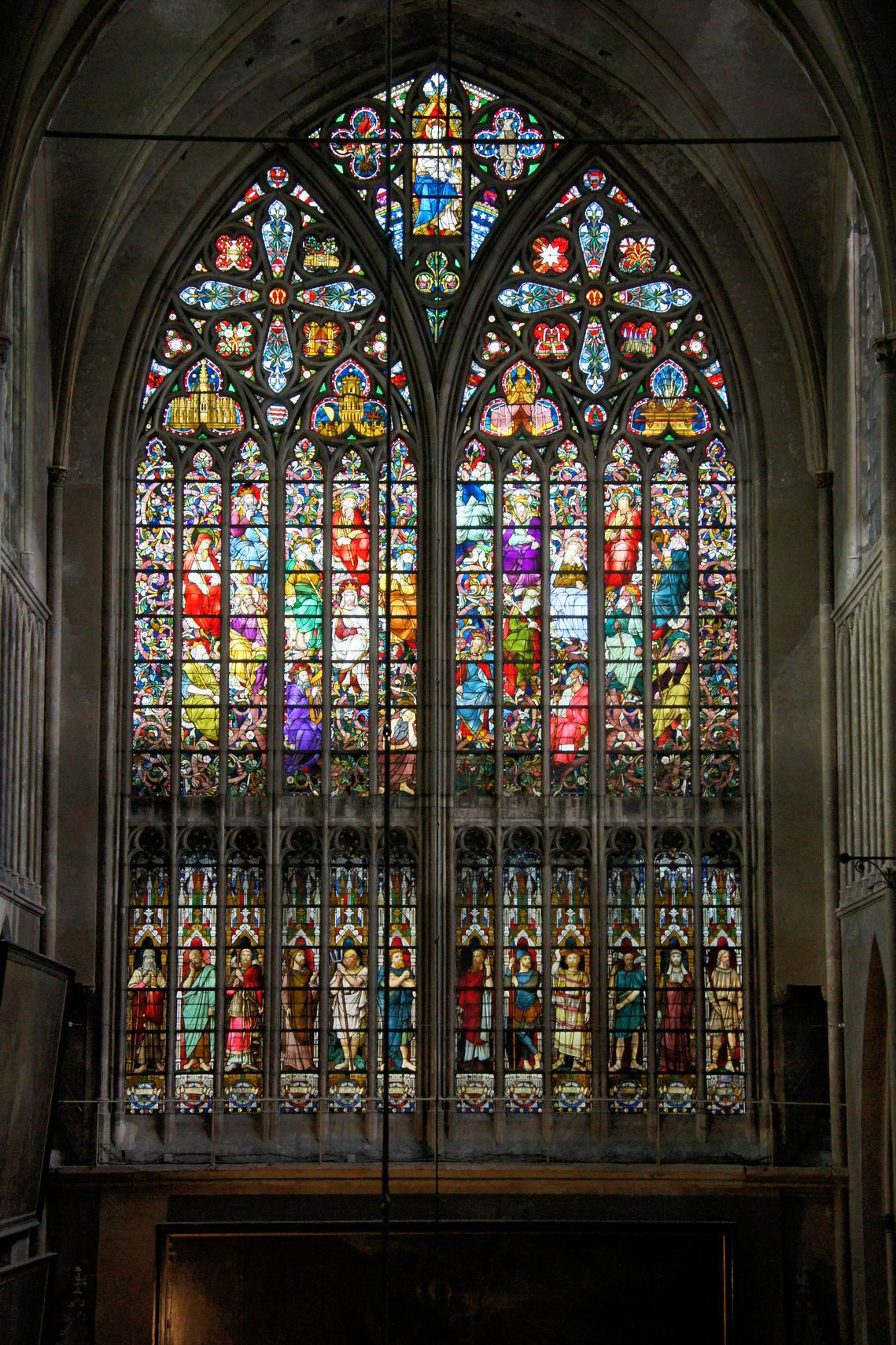
La grande polifora del transetto.
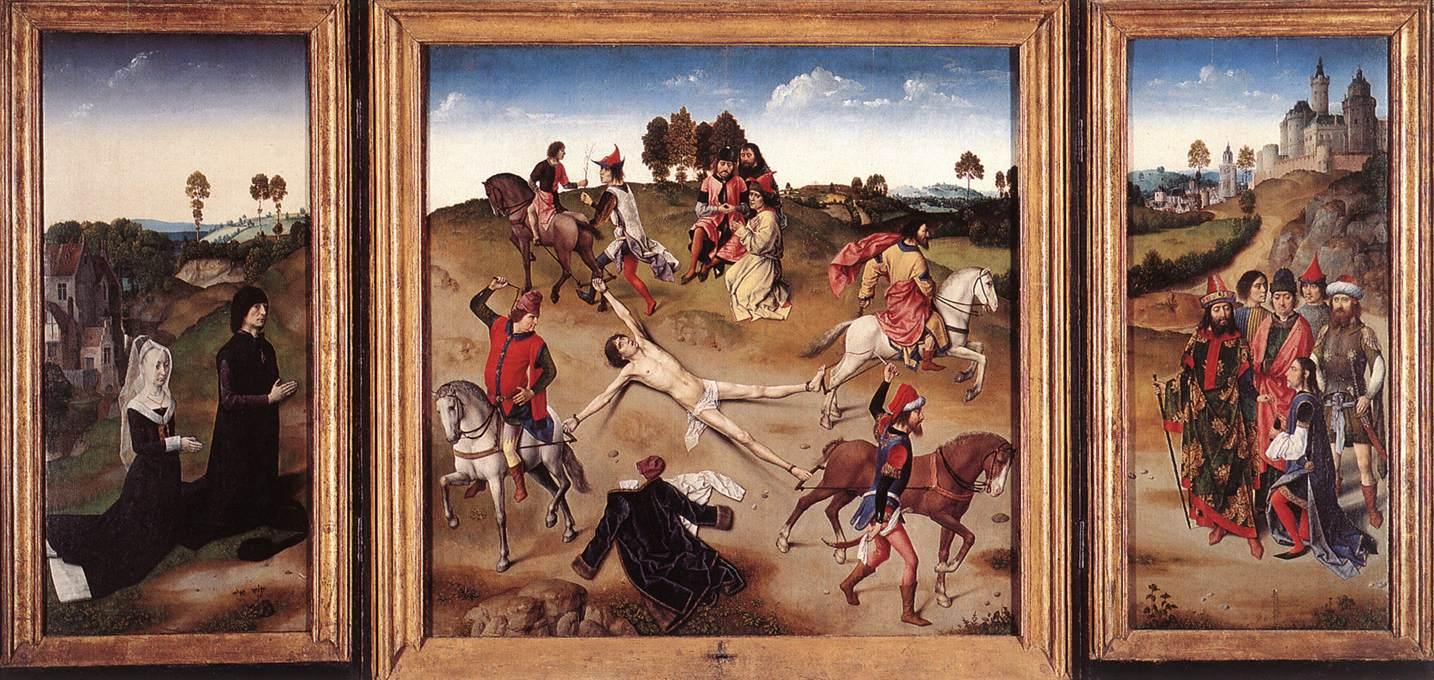
Trittico di sant'Ippolito, Dirk Bouts, 1464.
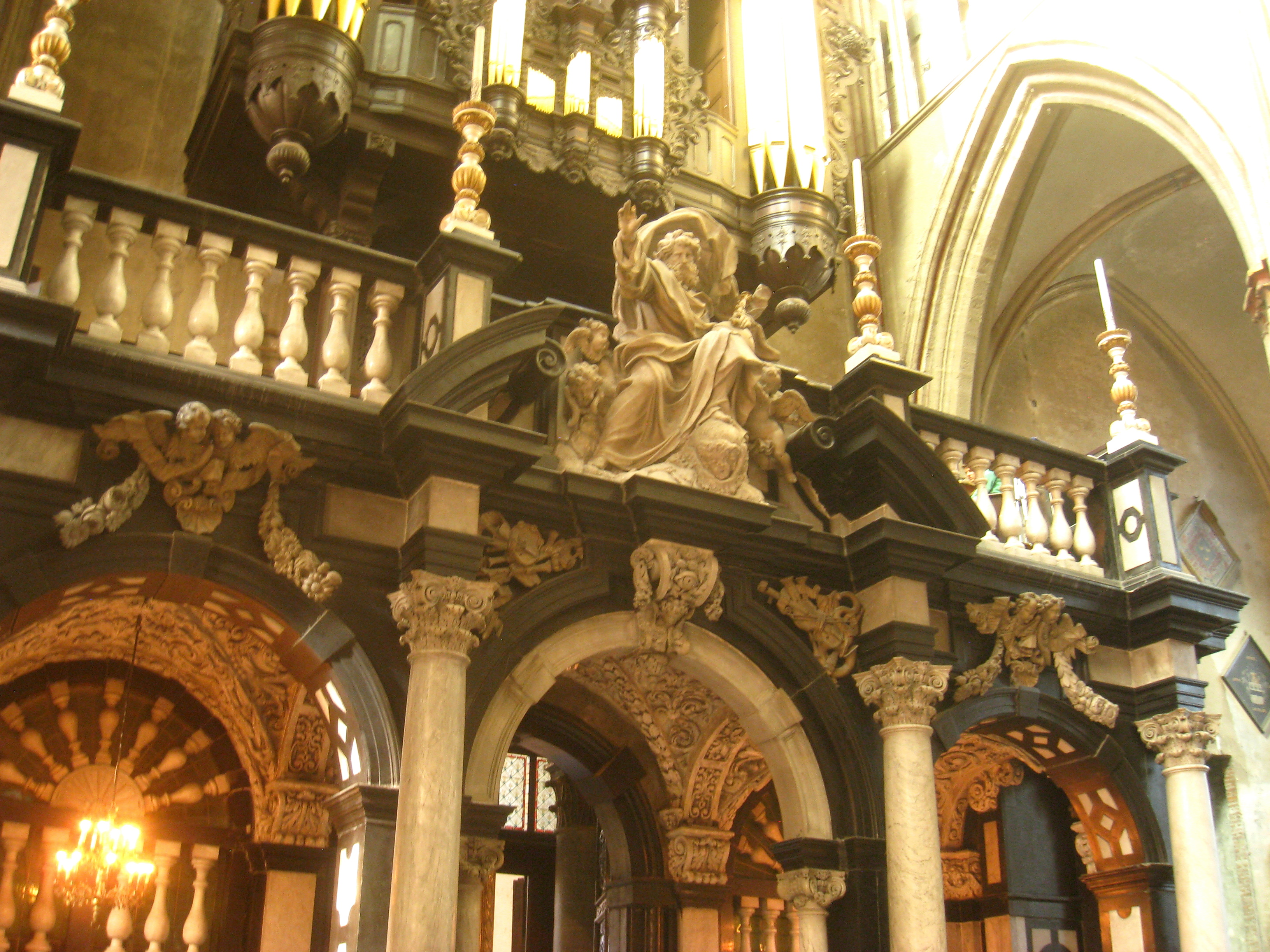
Il Tramezzo del 1679.